# Padula
Padula är en ort och kommun i provinsen Salerno i regionen Kampanien i Italien. Kommunen hade 5 377 invånare (2017).